# Домаха (притока Великої Тернівки)
Домаха (рос. Р. Домаха) — річка в Україні у Близнюківському районі Харківської області. Права притока річки Великої Тернівки (басейн Дніпра).

## Опис
Довжина річки приблизно 9,59 км, найкоротша відстань між витоком і гирлом — 8,43 км, коефіцієнт звивистості річки — 1,14. Формується багатьма балками та загатами. На деяких ділянках річка пересихає.

## Розташування
Бере початок на південно-західній стороні від міста Лозова. Тече переважно на південний схід через село Домаху, понад селом Берестове і на північній околиці села Милівка впадає в річку Велику Тернівку, праву притоку Самари.

## Цікаві факти
- У XIX столітті над річкою існувало декілька скотних дворів[1].
- У минулому столітті понад річкою існувало декілька водокачок[3][4].